# Areál čs. opevnění Hlučín-Darkovičky
Areál československého opevnění Hlučín-Darkovičky je od roku 1992 součástí Slezského zemského muzea. Nachází se v Moravskoslezském kraji v obci Darkovičky, která je částí Hlučína. Tvoří ho čtyři zrekonstruované pevnostní objekty, které vznikly v rámci budování československého fortifikačního systému v letech 1935–1938. Celý soubor je od roku 2012 kulturní památkou.

## Historie
Areál čs. opevnění Hlučín-Darkovičky byl do Slezského zemského muzea začleněn roku 1992. Rekonstrukce pevnostního areálu však probíhala již od roku 1980, kdy se v rámci tehdejšího Muzea revolučních bojů a osvobození v Ostravě vytvořila pracovní skupina, jejímž cílem se stalo vytipování a obnova několika vybraných pevnostních objektů podle historického stavu z roku 1938. Hlavním a dlouholetým propagátorem této myšlenky se stal pan Jan Polášek, odborný a technicky zdatný znalec opevňovací techniky a nadšený vlastenec usilující o zachování těchto památek historie našeho národa. 28. 6. 1984 byly převzaty vybrané 4 různé typy objektů tvořící budoucí areál opevnění v Hlučíně-Darkovičkách a pod jeho vedením započala tříčlenná pracovní skupina spolu s dalšími dobrovolnými spolupracovníky s rekonstrukčními pracemi. Do současné doby bylo vykonáno rozsáhlé rekonstrukční dílo. Areál je evidován jako kulturní památka pod ev.č. 104667.

## Současná expozice

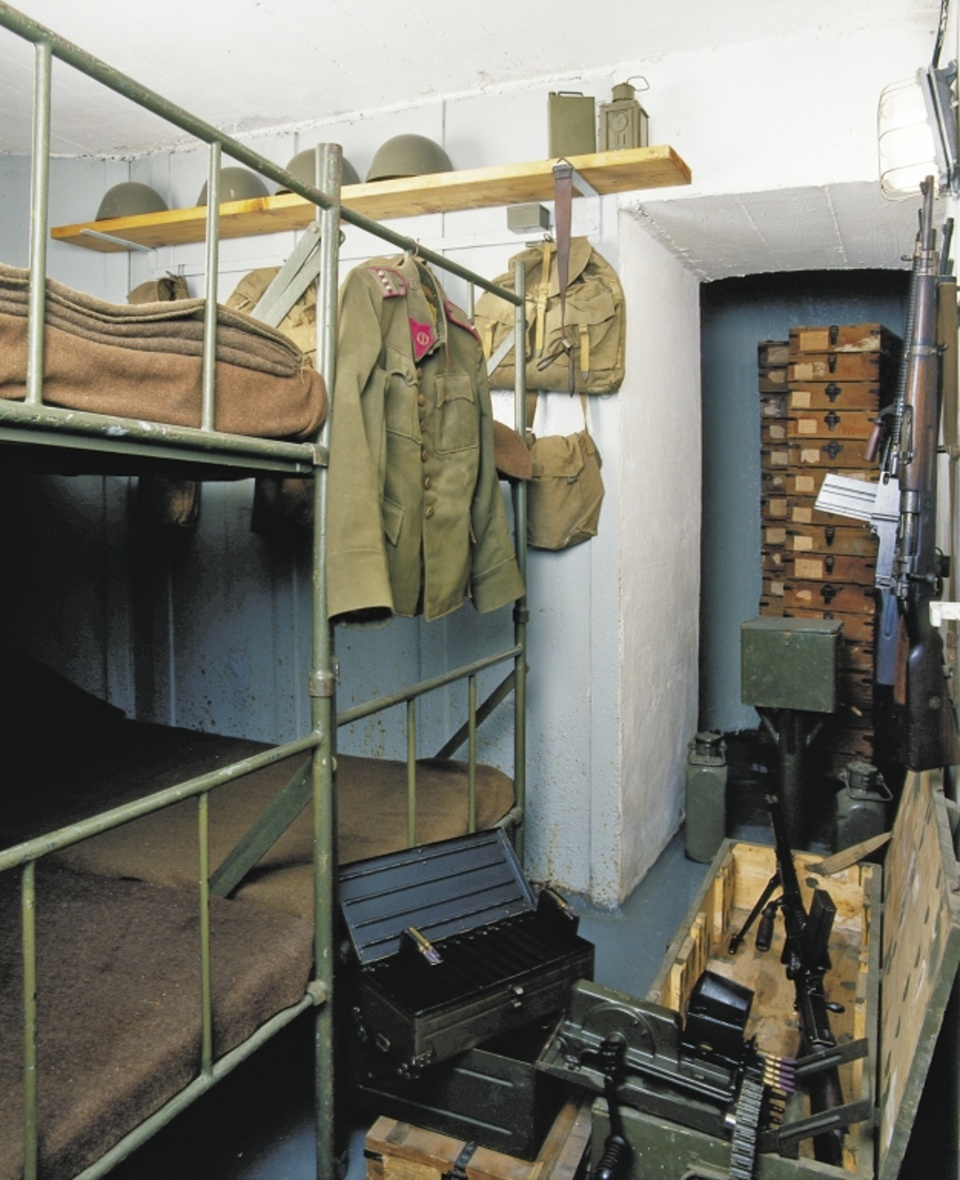
Areál čs. opevnění Darkovičky - interiér 2

Pevnostní areál je dnes evropsky vysoce ceněnou prezentací ojedinělého fortifikačního systému naší republiky, který vznikal v letech 1935–1938. Tvoří jej pěchotní sruby MO-S 18, MO-S 19, MO-S 20 a lehký objekt LO vz. 37A. Objekty areálu představují různé odlišnosti po stránce projekční i palebně-taktické a rovněž různé stupně odolnosti. Již od roku 1992, kdy byl areál začleněn do Slezského zemského muzea, patří k nejexponovanějším objektům návštěvnického zájmu. Obdivována je především komplexnost a dokonalost prezentace, ale vítána je také možnost setkávat se osobně s obnoviteli pevnostního areálu. Areál čs. opevnění Hlučín-Darkovičky je také součástí stezky technických atraktivit, tzv. TECHNO TRASY, která propojuje významné industriální památky na území Moravskoslezského kraje.
Muzeum československé fortifikace se skládá ze dvou samostatných pěchotních srubů (MO-S 18 Obora a MO-S 19 Alej), jednoho řopíku (lehké opevnění vzor 37 A – 140Z, současného vojenského číslování 829) a tvrzového pěchotního srubu (MO-S 20 Orel).

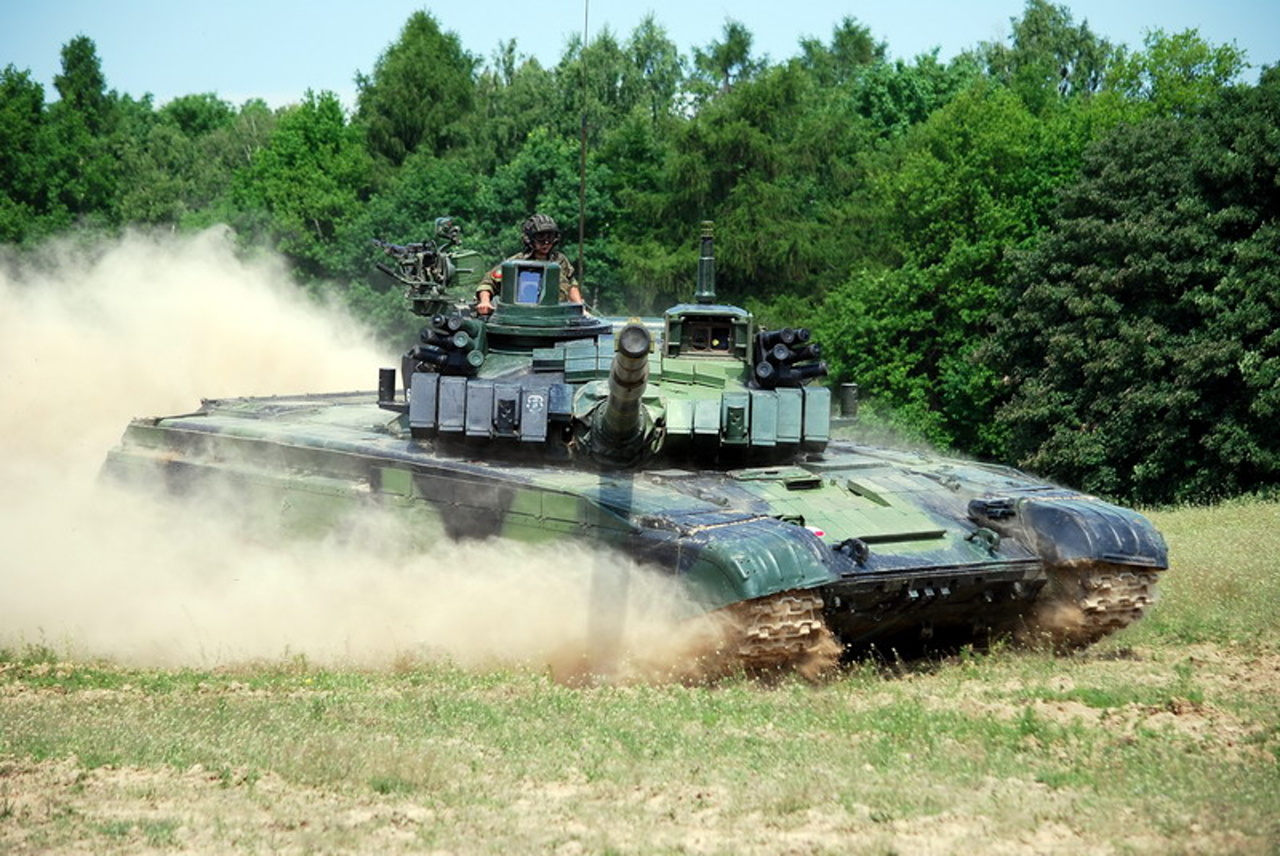
Areál čs. opevnění v Darkovičkách - akce

Areál je také místem dalších vzdělávacích a vzpomínkových akcí. Pravidelně se tu konají ukázky obrany pevností ve spolupráci s jednotkami Armády ČR, v září probíhá pochod po linii čs. opevnění a turisté rovněž rádi využívají Naučnou stezku po linii čs. opevnění na Hlučínsku. Naučná stezka je značena zelenou barvou a dlouhá cca 6,5 km. Je vhodná jak pro pěší turistiku, tak pro cykloturistiku. Vede od samostatného pěchotního srubu MO-S 16 "Rozcestí" kolem dalších objektů lehkého a těžkého opevnění přes Areál čs. opevnění v Hlučíně-Darkovičkách a končí u srubu MO-S 24 "Signál". Po trase je možno vidět různá stavební řešení objektů se zachycením vývoje čs. fortifikace. Návštěvníci si mohou prohlédnout některé objekty naučné stezky i uvnitř díky různým klubům vojenské historie, které začínají jednotlivé sruby rekonstruovat.

### MO-S 18 Obora
MO-S 18 Obora je samostatný pěchotní srub vybudovaný v II. stupni odolnosti- tloušťka stropu 2 m. Jediný pěchotní zvon srubu byl vytržen německou armádou v r. 1940 a opětovně byl osazen z OP-S 28 Mezicestí 15. 12. 1991. Ve vstupní chodbičce je pamětní deska věnovaná Jaroslavu Švarcovi, který byl v době okupace vyslán s výsadkovou skupinou TIN na území Protektorátu Čechy a Morava a padl spolu s dalšími parašutisty podílejícími se na atentátu říšského protektora R. Heydricha v kryptě pravoslavného kostela sv. Cyrila a Metoděje (sv. Karla Boromejského) v Resslově ulici na Novém Městě pražském. Ve srubu se nachází původní funkční čerpadlo Royal, novodobý agregát, plně funkční ventilace s filtrací, nádrže na vodu, ubikace, muniční sklady a vybavená střelecká místnost, kde ve střílně pro původní 4 cm pevnostní kanón vz. 36 ráže 47 mm je nyní nainstalována část sovětského protitankového kanónu DOT 4, který byl původní čs. zbraní inspirován.

### MO-S 19 Alej
MO-S 19 Alej je samostatný pěchotní srub, vybudovaný v III. stupni odolnosti – tloušťka stropu 2,5 m. Objekt má dva pozorovací zvony s osazenými lehkými kulomety vz. 26 a kopuli s dvojčetem těžkých kulometů vz. 37. rekonstrukční práce probíhají na objektu od r. 1984 a dne 28.9.1988 byl objekt zpřístupněn veřejnosti. V levé střelecké místnosti je zachycena rekonstrukce a vývoj lafetace, zbývající část objektu je zrekonstruována do původní podoby z r. 1938. v pravé střelecké místnosti se nachází unikátní pevnostní protitankový kanón vz. 36 ráže 47 mm i další původní zbraně včetně lafet a optiky. Pěchotní srub patří k nejlepším pevnostním muzeím v ČR i Evropě.

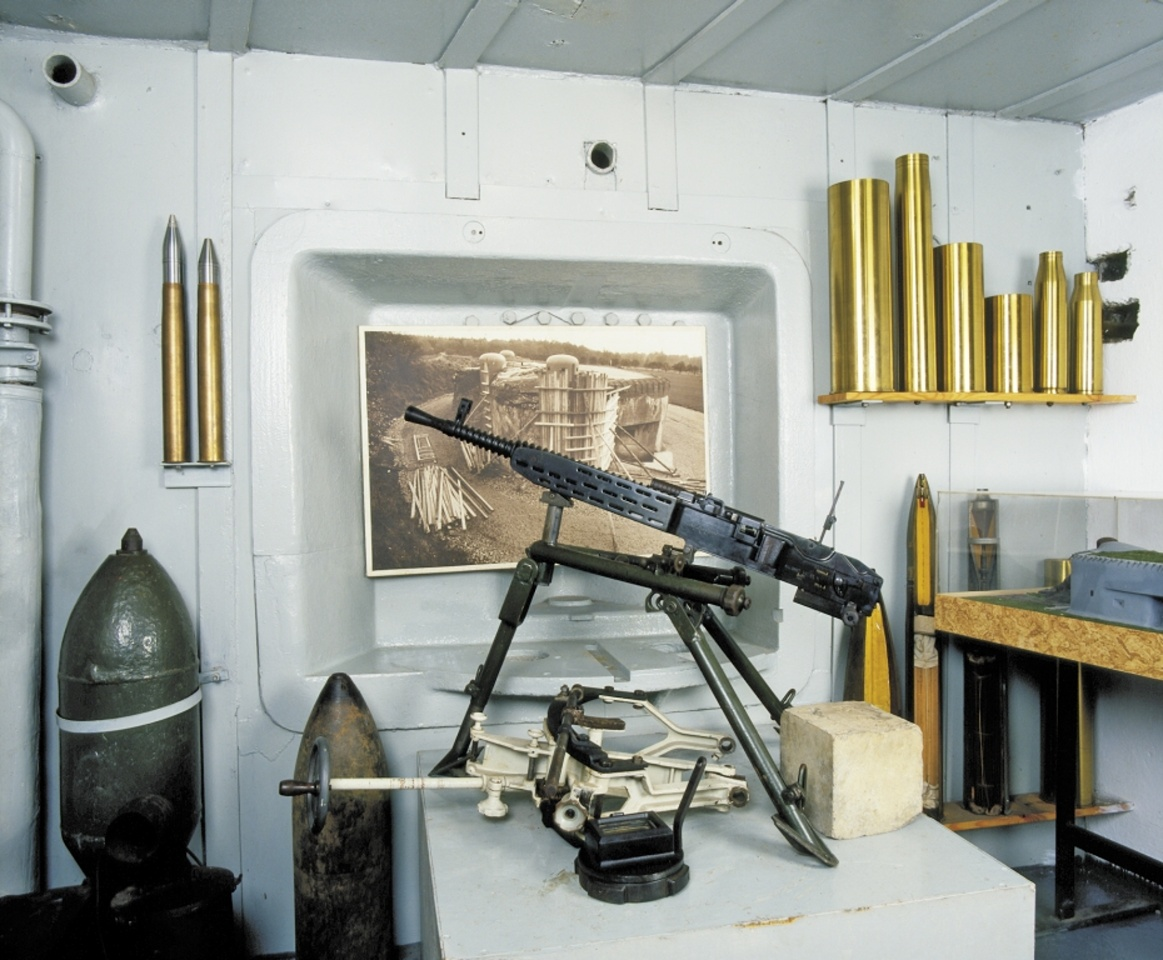
Areál čs. opevnění Darkovičky - interiér 3

### MO-S 20 Orel
Tvrzový pěchotní srub MO-S 20 Orel byl vybudován v nejvyšším IV. stupni odolnosti. Měl být součástí tvrze U Orla, s jejíž výstavbou se počítalo později. Byl osazen dvěma pozorovacími zvony pro lehký kulomet vz. 26 a dělostřeleckým pozorovacím zvonem, jenž sloužil k pozorování a řízení paleb. Všechny pancéřové prvky byly německou armádou vytrženy, objekt byl během války zkušebně postřelován a na jaře 1945 se stal pilířem německé obrany. Srub má 26,25 m hlubokou šachtu, která měla být napojena na další podzemí a objekty plánované tvrze U Orla. Ustupující německá armáda však odstřelila schodiště v šachtě. V současnosti je šachta již vyčištěna od sutě a plánuje se zhotovení schodiště do podzemních prostorů. Zpřístupněním by návštěvník získal dokonalý přehled o všech typech čs. pevností.